# Chabielscy herbu Wieniawa

Herb Wieniawa

Chabielscy   polski ród szlachecki herbu Wieniawa, wywodzący się z Chabielic w ziemi sieradzkiej.
Przedstawiciele rodu:
- Szymon z Chabielic  Chabielski – kanonik poznański (1525), przedtem był scholastykiem gnieźnieńskim i  proboszczem kieleckim.
- Szymon Chabielski – syn Jana i Katarzyny ze Smoguleckich  kanonik poznański (1543)
- Małgorzata Chabielska – wyszła za Jana Potworowskiego h. Dębno a po jego śmierci za Jana Wielowiejskiego( 1591 )
- Andrzej i  Ludwik Chabielscy – bracia, właściciele  Chabielic, ufundowali w 1597 pierwszy we wsi kościół.
- Mikołaj Chabielski – żołnierz, artylerzysta. Walczył w Niderlandach, Niemczech i na Węgrzech, kilka lat spędził w tureckiej niewoli.
- Stanisław Chabielski – syn Jana, żona Anna Dąbrowska z Rokszyc(1633)
- Maciej Chabielski – dziedzic Chabielic, wybudował w 1643 nowy  kościół, założył przy nim szkółkę parafialną .
- Andrzej Chabielski – w 1697 podpisał elekcję króla Augusta II jako elektor z woj.inowrocławskiego
- Ludwik  Chabielski – skarbnik sieradzki (1713),  podpisał w 1697 elekcję  króla Augusta II  jako poseł z ziemi sieradzkiej.
- Brunon Chabielski – skarbnik sieradzki(1740), żona Ewa z Pomorskich, syn Józef .
- Józef Chabielski – urzędnik administracji lasów Królestwa Polskiego (1869)